# Lannertbach
Der Lannertbach ist ein orografisch rechtes Nebengewässer des Grubebaches in Nordrhein-Westfalen, Deutschland. Er hat eine Länge von 4,8 km. 

## Flussverlauf
Der Lannertbach entspringt in der Feldmark südwestlich des Siedlungsbereiches von Rietberg und fließt in nordwestliche Richtung ab. Zunächst durchquert das Gewässer die Ahnhorster Mersch und führt daraufhin östlich am Rietberger Ortsteil Bokel vorbei. Nördlich von Bokel bildet der Bach auf rund 700 Metern Länge die Grenze zwischen Rietberg und Rheda-Wiedenbrück und mündet schließlich rechtsseitig in den Grubebach, der in diesem Abschnitt als Bokel-Mastholter Hauptkanal bezeichnet wird.

## Charakteristik
Beim Lannertbach handelt es sich um einen typischen Flachlandbach der Emssandebene mit einem geringen mittleren Sohlgefälle von nur 0,6 ‰ und einer dementsprechend geringer Fließgeschwindigkeit. Der Bach durchquert nahezu ausschließlich landwirtschaftlich geprägtes Gelände und wird als Meliorationsgewässer genutzt, was ihm in einigen Abschnitten seiner Fließstrecke einen grabenartigen Charakter verleiht.
Nicht zu verwechseln ist das Gewässer mit dem bei Westerwiehe ebenfalls über Rietberger Gemarkung verlaufenden „Lannertbach“, bei dem es sich jedoch um einen Altarm des Furlbaches handelt.